# Stavrion Lako
Stavrion Lako (Coriza, 24 marzo 1980) è un ex calciatore albanese, di ruolo difensore.